# Hunter (řeka)
Hunter (anglicky Hunter River) je řeka na jihovýchodě Austrálie ve státě Nový Jižní Wales. Je dlouhá 465 km. Povodí má rozlohu 20 500 km².

## Průběh toku
Stéká ze svahů horského hřbetu Liverpool. Ústí do Tasmanova moře Tichého oceánu.

## Vodní režim
Průměrný průtok vody činí 52 m³/s. Nejvyšších stavů dosahuje od června do srpna. Často dochází k ničivým povodním.

## Využití
Za účelem regulace průtoku a pro zavlažování byly na řece vybudovány hráze a přehradní nádrže. V ústí se nachází město Newcastle. Vodní doprava je možná k městu Morpet.
Domorodí Wonnaruové řeku nazývali Coquun (sladká voda), v roce 1797 byla pojmenována podle tehdejšího guvernéra Nového Jižního Walesu Johna Huntera. Po řece pronikali první evropští osadníci do vnitrozemí kontinentu.
Údolí řeky patří k nejvýznamnějším australským vinařským oblastem. V roce 1825 založil James Busby u Branxtonu první vinici, do níž přivezl sazenice z Francie. Ochrana označení původu byla pro místní vína zavedena roku 1996. Pěstují se zde bílé odrůdy na 2 782 hektarech a červené na 1 687 hektarech. Dominantními odrůdami jsou Sémillon, Cabernet Sauvignon a Syrah.
Těží se zde také černé uhlí a Newcastle je největším uhelným přístavem na světě.
Na horním toku se nachází národní park Barrington Tops.